# 木付義路
木付 義路（きつき よしみち、天保11年12月18日（1841年1月10日） - 1898年（明治31年）12月28日）は幕末の倒幕運動家、明治時代の判事。豊後森藩士。当初医学を学ぶも、倒幕運動に身を投じ、長州藩奇兵隊・報国隊に入隊、花山院隊で活動した。明治維新後、京都府に出仕し、神戸裁判所長代理、福井始審裁判所長、広島控訴院評定官、宮崎地方裁判所長、鹿児島地方裁判所長、大分地方裁判所長等を歴任した。

## 生涯

### 修学
天保11年12月18日（1841年1月10日）豊後国森に森藩侍医木付義愛の次男として生まれた。6,7歳で藩校修身舎に入学し、読書・習字を学んだ。12,3歳で学半舎園田朝弼に学び、また藩士加藤茂弘に書法を学んだ。
嘉永7年（1854年）8月17日日田の咸宜園に入門し、水筑天放・横井忠直・赤松連城等と学んだ。安政4年（1857年）9月秋月の江藤竹陰門に転じ、その後久留米の玉井忠田、熊本の深水玄門、萩の烏田良岱、臼杵の荘田宗仙等を転々として医学を学び、慶応2年（1866年）帰郷した。

### 倒幕運動
尊皇攘夷運動に感化され、長光太郎・高橋清臣等と西国筋郡代窪田治部右衛門の襲撃・挙兵を計画するも断念、大宰府で三条実美に会い、長崎、大村、島原等で何らかの計画を立てたが、幕府の取締が強まり、帰郷した。
幕府の追及を恐れた森藩により長州藩へ追放されると、児島菊之助の名で奇兵隊・報国隊に入隊し、慶応3年（1867年）秋、秘密裏に帰郷して執政某と密議した。同年冬、蠖伸太郎と改名して京都に潜行し、薩摩藩士等の庇護を受けながら九州での挙兵を計画した。山本土佐の名で花山院家理家司となり、12月10日花山院隊として周防国大島郡久賀に入った。慶応4年（1868年）1月14日御許山騒動の時には家理を迎えるため久賀におり、室積に移ったところ、20日家理の旅館が長州藩兵に襲撃され、義路も負傷し、長州藩の牢獄に投じられた。
明治2年（1869年）9月釈放されて帰郷し、生家で謹慎した。明治3年（1870年）国東と改姓した。

### 裁判所勤務
1870年（明治3年）3月上京し、5月京都府に出仕した。府庁には咸宜園の同窓横井忠直がいた。5月28日史生、6月20日権小属・聴訟掛、9月8日小属・郡政局庶務掛となり、西賀茂出張所に勤務した。明治5年（1872年）2月断獄課に転じ、按律課に勤務した。10月十一等出仕・京都裁判所断刑掛となり、11月司法権中解部に転じた。
1873年（明治6年）12月7日兵庫裁判所擬律掛。1874年（明治7年）8月10日中解部に進み、断獄課に出仕した。1875年（明治8年）4月14日権大解部、断獄課長兼擬律掛。5月4日二等判事補、1876年（明治9年）1月28日一級判事補となり、編集掛を兼務した。10月28日姫路支庁詰、11月25日神戸裁判所長代理。1877年（明治10年）7月28日司法省官制改正により判事となり、神戸裁判所刑事を兼ねた。1879年（明治12年）木付姓に復した。
1881年（明治14年）10月15日横浜始審裁判所詰となり、民刑事を兼務した。1882年（明治15年）7月7日大審院刑事局詰。1883年（明治16年）1月18日福井始審裁判所長、29日福井重罪裁判所長。1885年（明治18年）8月8日広島控訴裁判所に転じ、10月30日広島重罪裁判所長、1886年（明治19年）5月10日広島控訴院評定官となった。
1890年（明治23年）8月11日宮崎始審裁判所長、9月8日宮崎重罪裁判所長、10月22日宮崎地方裁判所長。1891年（明治24年）6月咸宜園時代に郡代主簿の子として面識があった永峰弥吉が宮崎県知事に着任した。同月25日鹿児島地方裁判所長に転じた。
1894年（明治27年）2月大分地方裁判所長となり、大分市荷揚町岡本太夫旧宅（後の教育会館）を買い取って移り住んだ。1896年（明治29年）秋、肺病により須磨保養院で療養した。帰宅後は庭の散歩、読書、詩、囲碁に興じた。1898年（明治31年）12月28日59歳で死去し、大分万寿寺に葬られた。

## 栄典
- 1880年（明治13年）1月15日 従七位[1]
- 1882年（明治15年）6月21日 正七位[1]
- 1886年（明治19年）7月8日 従六位[1]
- 1887年（明治20年）5月27日 勲六等単光旭日章[1]
- 1892年（明治25年）2月27日 正六位[1]
- 1893年（明治26年）6月29日 勲五等瑞宝章[1]
- 1896年（明治29年）8月 正五位[1]

## 家族
- 父：木付次三郎義愛 – 森藩士山田友蔵次親三男[1]。大島尚白養子となり、周郁の名で侍医を務めた[1]。尚白実子熊太郎の成長後、木付春碩跡を再興し、伯陵・幽貞と号した[1]。
- 兄：木付春潮義彰 – 嘉永4年（1851年）咸宜園に入門[1]。医師[1]。
  - 養甥：木付義碩[1] - 台南県医員[3]。
- 次弟：木付邦彦 –大分県七等属[4]、大蔵省出仕[1]。
- 末弟：村上義道[1] - 大阪地方裁判所判事[5]、福岡地方裁判所判事[6]。
- 妻：山田氏[1]
- 長男：木付綱磨[1] - 朝鮮総督府府書記兼道書記[7]。
- 次男 – 夭逝[1]。
- 娘2人[1]